# گوستاف ادولف بولتنسترن
گوستاف ادولف بولتنسترن (انگلیسی: Gustaf Adolf Boltenstern; ۱ آوریل ۱۸۶۱ – ۹ اکتبر ۱۹۳۵) فرد نظامی اهل سوئد بود.